# العيرنوت
العارنوت أو العيرنوت او الخانيوت (باللاتينية: The Airnaut) تعرف محليا بذبابة العارنوت وهي ذبابة موسمية تتوجد في جنوب سلطنة عُمان بمحافظة ظفار

## انتشارها
تنتشرت العارنوت في جبال محافظة ظفار وتظهر بكثرة في موسم الخريف ويمتد الموسم ثلاث اشهر من كل عام تتميز هذه الحشرة بلسعتها التى تسبب حكة مفرطه و تقوم الأنثى بلسع لكي تشفط الدم حتى تتغذي عليه

## وصفها
العارنوت ذبابة موسمية (الاسم العلمي: Forcipomyia)، جنس حشرات من فصيلة المتلاحية. أنواعها تمتص الدم هناك ما لا يقل عن 1000 نوع موصوف وهي جنس من البراغيش العض في الفصيلة الفرعية

## دورة الحياة
العارنوت يضع البيض في الاماكن التي يتواجد فيه المياه تتطور يرقات Ceratopogonid في مجموعة واسعة في المائية وشبه المائية العذبة و في المقام الأول في التربة الرملية والطينية والقلوية في المستنقعات توجد أنواع Forcipomyia بشكل عام في الطحالب و في المياه الضحلة والأخشاب المتعفنة و روث الحيوانات
* تمتص الانثى دمـاء الفقاريـات للحصول على البروتيـن تـعـيـش حتى ٤ أسابيع تغذى الذكـور عـلـى رحـيـق الأزهـار والسكريات تعيش من ٣-١٠ أيام
*يكـون لـدى الحشـرة مـا يكفي مـن البروتيـن أول مـرة فتضع من ٣٠ إلى ٥٠ بيضة تحت لحاء الأشجار  وفـي المستنقعات الطينية وفي الأماكـن الغنية بالتغذية لكنها لا تضعه في الماء
*يحـدث التزاوج مرة آخـرى مـع ذكـر آخـر ويمكـن لـكل انثى ان تنتـج البيض(٣-٤)مرات في حياتها في هذه المرحلـة ولـعـدم وجـود بروتيـن مـع الانثـى لإنتاج البيـض فتبحـث عـن الفقاريات لإمتصـاص دمهـا مثـل الزواحـف، الطيـور الإنسان الماشية .. الخ
*بعـد الحصـول عـلـى مـا يكـفـي مـن الـدم تدخـل الحشـرة فـي مرحلـة إستراحة لعدة أيام(٢-٣) ايام وربما أكثر لتقوم بهضم الدم وفصل البروتين.
*بعـد تجهيـز البروتيـن تضـع هـذه الـمـرة مـن ٢٠٠-٤٠٠ بيضـة وتقـوم بذلـك مـن ثـلاث إلى أربـع مـرات فـي
حياتها
*تخـرج اليرقـات خـلال ثـلاث ايـام ويعتقد انهـا تبقـى فـي الـطـور اليرقي حتى الخريف القادم
فـي الخـريـف القـادم مـع كثافـة هطول الأمطـار تبـدأ اليرقـة بالتحول إلى العذراء وبعـد خمس ايـام مـن ذلـك تظهـر العارنوت بشكل تدريجـي مع مستوى امطار الخريف

## نصائح لتجنب لسعات حشرة العيرنوت:
1. تجنب الحك عند التعرض للسعة: في حال تعرضك للسعة، من المهم عدم حك المنطقة المصابة، خاصة إذا لم تكن محميًا، لأن الحك قد يزيد من تهيج الجلد ويسبب مضاعفات.
2. ارتداء ملابس واقية: احرص على ارتداء ملابس تغطي كامل الجسم عند التواجد في أماكن قد تنتشر فيها حشرة العيرنوت، وذلك لمنعها من الوصول إلى الجلد والتسبب في اللسع.
3. استخدام كريمات أو زيوت واقية: تتوفر بعض أنواع الكريمات أو الزيوت التي تُشكل حاجزًا واقيًا على الجلد، مما يساعد في الحماية من لسعات هذه الحشرة المزعجة. يفضل استخدامها خاصة في المناطق المعرضة أكثر للخطر.